# ハートルプール
ハートルプール（英: Hartlepool、[ˈhɑːrtlɪpuːl] HART-lih-pool）は、イギリスのダラムにある町（タウン）。行政上は、同名の単一自治体に所属する。ティーズ・バレー地域に位置し、推定人口は約9万人。ダーリントンに次ぐダラム第二の市町村である。

## 概要
7世紀、ハートルプール修道院の周囲に現在の旧市街が建設されたのが町のはじまりである。中世を通して発展し、ダラム・パラティン伯領の公式港として機能した。1835年には新しい港湾が造成され、また西の南ダラム炭鉱や南のストックトン＝オン＝ティーズとのあいだに鉄道が開通したことからウェスト・ハートルプールという町が新たに設置された。1967年、ふたつの町はハートルプール単一自治体に統合された。庶民院（下院）選挙区は1867年にふたつの町をカバーするザ・ハートルプールズ選挙区が設けられ、その後、合併をうけて1974年にハートルプール選挙区に改称された。新市街の中心となる駅は、いずれもウェスト・ハートルプールにあり、旧市街は一般にヘッドランド (Headland) と呼ばれている。
かつては造船業で栄えたが、第二次世界大戦後の重工業の衰退によって失業率が悪化し、1990年代に港湾地区の再開発が進むまで低迷した。シートン・カルーという海浜リゾート地が町内にある。
2024年8月、市内で極右主義者が暴動を起こし、警察などが攻撃を受けた。

## スポーツ
- ハートルプール・ユナイテッドFC

## 姉妹都市
- - ヒュッケルホーフェン, ドイツ
- - セット, フランス
- - マスキーゴン, アメリカ合衆国
- - スリエマ, マルタ

## 出身人物
- マイケル・ブラウン - サッカー選手
- ヤニック・ガーズ - ギタリスト
- レジナルド・ヒル - 推理作家